# Ullisjaure
Ullisjaure (sydsamiska: Ulliesjaevrie) är en sjö i Storumans kommun i Lappland och ingår i Umeälvens huvudavrinningsområde. Sjön har en area på 4,62 kvadratkilometer och ligger 427,1 meter över havet. Sjön avvattnas av vattendraget Långvattsbäcken (Ullisbäcken).

## Delavrinningsområde
Ullisjaure ingår i det delavrinningsområde (723864-152895) som SMHI kallar för Utloppet av Ullisjaure. Medelhöjden är 453 meter över havet och ytan är 20,72 kvadratkilometer. Det finns ett avrinningsområde uppströms, och räknas det in blir den ackumulerade arean 44,09 kvadratkilometer. Långvattsbäcken (Ullisbäcken) som avvattnar avrinningsområdet har biflödesordning 2, vilket innebär att vattnet flödar genom totalt 2 vattendrag innan det når havet efter 312 kilometer. Avrinningsområdet består mestadels av skog (70 procent). Avrinningsområdet har 4,71 kvadratkilometer vattenytor vilket ger det en sjöprocent på 22,7 procent.